# Callinectes rathbunae
Callinectes rathbunae är en kräftdjursart som beskrevs av Julio R. Contreras 1930. Callinectes rathbunae ingår i släktet Callinectes och familjen simkrabbor. Inga underarter finns listade i Catalogue of Life.